# Szívbillentyű

A szív térhatású rekonstrukciója felülről a billentyűk felé közelítve. A tüdőverőér billentyű nem látható, a trikuszpidális és az aorta billentyű csak részben. A bal oldali kétdimenziós felső képen a trikuszpidális és a mitrális billentyűk, az alsón az aorta- és a mitrális billentyűk

A szívbillentyűk változó nyomáson alapuló nyitás és zárás útján biztosítják az egyirányú véráramlást az emberi szívben. Mechanikailag hasonlóak a szivattyúkban használt visszacsapószelepekhez.
A szívben lévő billentyűk:
- Atrioventrikuláris billentyűk (vitorlás/cuspidalis billentyűk[1]) a pitvarok és a kamrák között: mitrális billentyű, illetve trikuszpidális billentyű
- Félhold alakú (semilunaris) úgynevezett zsebes billentyűk a szívből kilépő artériákban: az aorta-, illetve a pulmonáris billentyű

A billentyű hibás működése folytán a vér egy része rossz irányba áramolhat. Ezt visszaáramlásnak (regurgitatio) nevezik.